# تشارلز هاريسون ماسون
تشارلز هاريسون ماسون (بالإنجليزية: Charles Harrison Mason)‏ هو قسيس أمريكي، ولد في 8 سبتمبر 1862 في مقاطعة شيلبي في الولايات المتحدة، وتوفي في 17 نوفمبر 1961 في ديترويت في الولايات المتحدة.